# Li Kche-čchiang
Li Kche-čchiang (čínsky pchin-jinem Lǐ Kèqíang, znaky 李克强, 1. července 1955, Ting-jüan, An-chuej – 27. října 2023 Šanghaj) byl čínský politik, v letech 2013–2023 premiér Čínské lidové republiky. V letech 2012–2022 byl členem stálého výboru politbyra ústředního výboru Komunistické strany Číny a patřil tak mezi nejužší vedení Komunistické strany Číny, byl považován za druhého nejmocnějšího muže vládnoucí komunistické strany.  Bývá řazen k tzv. „páté generaci čínských vůdců“.
Zemřel ve věku 68 let na srdeční infarkt při plavání v bazénu šanghajského vládního hotelu.

## Život
Li Kche-čchiang se narodil 1. července 1955 v okrese Ting-jüan v provincii An-chuej. Pochází ze skromných podmínek, jeho otec byl v An-chueji úředník. Během Kulturní revoluce musel pracovat na venkově. Absolvoval Pekingskou univerzitu, kde vystudoval právo a ekonomii.

## Politika
Prošel řadou funkcí v Komunistickém svazu čínské mládeže a v červnu 1998 se stal v 43 letech guvernérem provincie Che-nan jako nejmladší čínský guvernér. V Che-nanu působil do konce roku 2004, od prosince 2002 jako tajemník provinční organizace komunistické strany. Pak byl od prosince 2004 do října 2007 tajemníkem provinčního výboru KS Číny (a tedy fakticky nejvýše postaveným politikem) v Liao-ningu. V říjnu 2007 povýšil, když byl na sedmnáctém sjezdu strany zvolen za člena stálého výboru politbyra ÚV KS Číny.
Určitou dobu byl považován za možného nástupce prezidenta Chua Ťin-tchaa, jehož politiky je zastáncem a s nímž ho pojí osobní dlouholeté přátelství. V roce 2008 byl ovšem jmenován vicepremiérem a od té doby byl považován spíš za možného nástupce premiéra Wena Ťia-paa. V rámci vnitrostranického boje o moc byl jeho soupeřem v rámci následnické generace Si Ťin-pching. V březnu 2013 Všečínské shromáždění lidových zástupců zvolilo Si Ťin-pchinga za prezidenta Čínské lidové republiky a Li Kche-čchianga za premiéra Čínské lidové republiky.